# 兹伦卡区
兹伦卡区（俄语：Злынковский район）是俄罗斯联邦布良斯克州下辖的一个区，其行政中心为兹伦卡。据2016年统计，该区的人口为12186人。